# Olympische Winterspiele 1952/Teilnehmer (Griechenland)
| Gelbes Symbol für Goldmedaillen mit stilisierten Olympischen Ringen | Graues Symbol für Silbermedaillen mit stilisierten Olympischen Ringen | Braundes Symbol für Bronzemedaillen mit stilisierten Olympischen Ringen |
| ------------------------------------------------------------------- | --------------------------------------------------------------------- | ----------------------------------------------------------------------- |
| —                                                                   | —                                                                     | —                                                                       |

Griechenland nahm an den Olympischen Winterspielen 1952 in der norwegischen Hauptstadt Oslo mit drei männlichen Athleten in einer Sportart teil.
Seit 1936 war es die dritte Teilnahme eines griechischen Teams bei Olympischen Winterspielen.

## Teilnehmer nach Sportarten

### Ski Alpin
Herren
- Angelos Lembesi

- Abfahrt: DSQ
- Slalom: im ersten Lauf ausgeschieden

- Antonios Miliordos

- Abfahrt: DSQ
- Slalom: mit 2:26,9 min im ersten Lauf nicht für den zweiten Lauf qualifiziert, Platz 79

- Alexandros Vouxinos

- Abfahrt: 6:10,8 min, Platz 79
- Slalom: im ersten Lauf ausgeschieden